# Rivière du Nord (vattendrag i Kanada, Québec, lat 47,63, long -73,66)
Rivière du Nord är ett vattendrag i Kanada.   Det ligger i provinsen Québec, i den sydöstra delen av landet, 290 km nordost om huvudstaden Ottawa. Rivière du Nord ligger vid sjön Lac Frémont.
I omgivningarna runt Rivière du Nord växer i huvudsak blandskog. Trakten runt Rivière du Nord är nära nog obefolkad, med mindre än två invånare per kvadratkilometer.